# (26287) 1998 SD67
A (26287) 1998 SD67 a Naprendszer kisbolygóövében található aszteroida. Eric Walter Elst fedezte fel 1998. szeptember 20-án.